# Jurgis Matulaitis
 (mars 2012).
Jurgis Matulaitis, ou Georges Matulewicz, né le 13 avril 1871 et mort le 27 janvier 1927, est un religieux catholique polono-lituanien archevêque et fondateur des Sœurs de l'Immaculée Conception de la Bienheureuse Vierge Marie et des Servantes de Jésus dans l'Eucharistie. Il est béatifié par le pape Jean-Paul II le 28 juin 1987 à Rome.

## Biographie
Jurgis Matulaitis naît le 13 avril 1871 dans le petit village de Lūginė (lt), non loin de Marijampolė alors dans l'Empire russe ; il est le dernier de huit enfants. Orphelin de père à 3 ans et de mère à 10 ans, il est élevé par son oncle. Il fréquente d'abord le lycée Marijampolė Rygiškių (lt) de Marijampolė puis poursuit à partir de 1889 ses études aux séminaires de Kielce et de Varsovie et utilise le nom de Matulewicz en polonais. Il poursuit ses études de théologie à l'académie impériale de théologie de Saint-Pétersbourg (théologie morale) et à Fribourg (doctorat en théologie du dogme).
Il est ordonné prêtre le 20 novembre 1898 pour la congrégation des marianistes polonais (Congrégation des Pères marianistes de l'Immaculée Conception de la Très Sainte Vierge Marie), congrégation dont il devient supérieur général en 1911. Un de ses objectifs est de s'efforcer de récupérer pour l'Église les propriétés que l'État russe lui avait confisquées.
Il est consacré évêque de Wilno en 1918, alors dans la nouvelle Pologne indépendante, mais abandonne cette charge en 1925 afin de pouvoir retourner s'occuper de sa congrégation. C'est à cette époque que le pape Pie XI le nomme archevêque titulaire d'Adulis (de). Il déménage le siège de la congrégation à Rome et travaille pour la constitution de cinq nouveaux diocèses en Lituanie : le projet sera, après sa mort, approuvé par le Saint-Siège en 1929.
En 1926, il visite 92 paroisses aux États-Unis.
Georges Matulaitis-Matulewicz meurt d'appendicite le 27 janvier 1927. Il est enterré dans la crypte de la cathédrale de Kaunas en Lituanie. En 1934, son corps est transféré dans l'église de Marijampolė.

## Succession apostolique
Jurgis Matulaitis a ordonné les évêques suivants :
- Évêque Edward Aleksander Władysław O'Rourke (1918)
- Évêque Kazimierz Mikołaj Michalkiewicz (pl) (1923)
- Évêque Juozapas Kukta (lt) (1926)
- Archevêque Mečislovas Reinys (en) (1926)